# Oklava

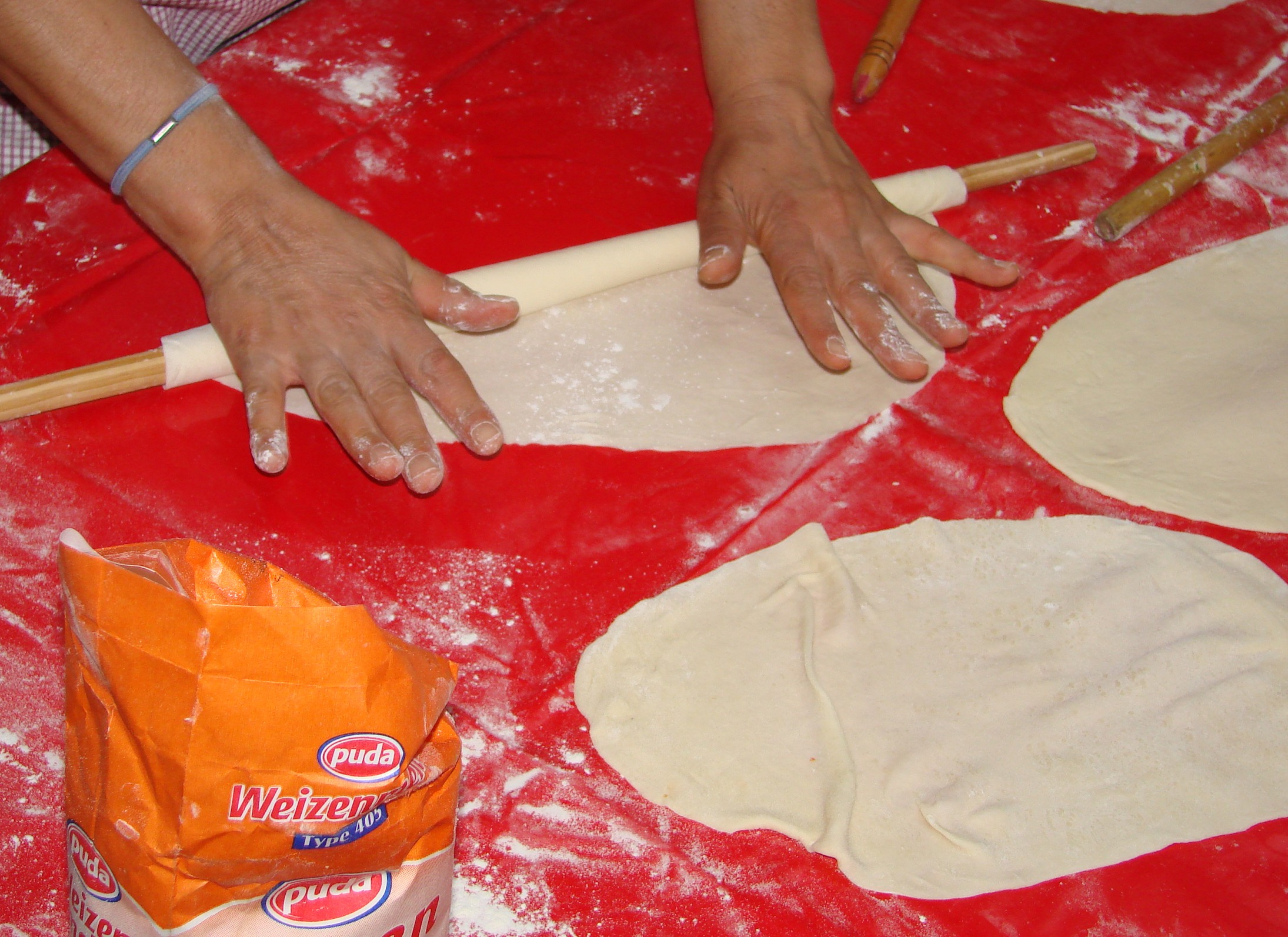
Fent yufka - l'obertura de la massa amb l'oklava

Oklava (turc) és un estri de cuina utilitzat en Turquia per a fer massa. És un pal llarg i cilindric, de fusta, i es fa servir com un alternatiu al corró de cuina, anomenat "merdane", una paraula de persa medievala, en llengua turca.
Segons un autor, oklava i sac (planxa per cuinar) han tingut un paper en la invenció de la pasta fil·lo o yufka.
Oklava també té un rol a jugar en la cultura turca, en els casaments tradicionals de Turquia rural, un nen i una nena fan caure, amb una oklava a la mà, una cullera de fusta que es posa a sobre del "duvak" (vel nupcial) de la núvia.